# Laura Paolucci
Pour les articles homonymes, voir Paolucci.
Laura Paolucci, née le 16 octobre 1968 à Pesaro (Italie) est une productrice et scénariste italienne.

## Biographie
Laura Paolucci naît à Rimini en 1968. Elle obtient son diplôme du lycée scientifique Alessandro Serpieri de Rimini puis suit le cours d'histoire contemporaine à l'Université de Bologne où elle obtient son diplôme avec une thèse sur le vol d'art à l'époque napoléonienne.
Elle étudie ensuite les techniques de narration à Turin auprès d'Alessandro Baricco. Elle déménage à Rome en 1996et effectue un stage dans la société de production cinématographique de Domenico Procacci.

## Filmographie partielle

### Au cinéma

#### Scénariste
- 2002 : Velocità massima de Daniele Vicari
- 2005 : L'orizzonte degli eventi de Daniele Vicari
- 2008 : Caos calmo d'Antonello Grimaldi (également actrice)
- 2011 : La vita facile (it) de Lucio Pellegrini (it)
- 2011 : Gli sfiorati de Matteo Rovere
- 2012 : Diaz : Un crime d'État de Daniele Vicari
- 2017 : Amori che non sanno stare al mondo de Francesca Comencini
- 2022 : Le Colibri de Francesca Archibugi

#### Productrice
- 2004 : Primo amore de Matteo Garrone (délégué à la production)
- 2004 : Ogni volta che te ne vai (producteur exécutif)
- 2008 : Caos calmo d'Antonello Grimaldi (producteur délégué)
- 2008 : Gomorra de Matteo Garrone (délégué à la production)
- 2008 : Il passato è una terra straniera (producteur exécutif)
- 2011 : La vita facile (producteur exécutif)
- 2011 : L'ultimo terrestre (producteur délégué)
- 2011 : Black Block
- 2011 : Gli sfiorati (producteur exécutif)
- 2011 : Annalisa de Pippo Mezzapesa (producteur exécutif)
- 2012 : La scoperta dell'alba (producteur exécutif)
- 2013 : Tutti contro tutti (producteur exécutif)
- 2013 : Mi rifaccio vivo (producteur exécutif)
- 2016 : Sole cuore amore (producteur exécutif)
- 2018 : La profezia dell'armadillo (producteur associé)
- 2020 : I predatori
- 2022 : The Matchmaker
- 2022 : Pantafa
- 2022 : I pionieri
- 2023 : Le mie poesie non cambieranno il mondo (en production)

### À la télévision

#### Scénariste
- 2000 : Lupo mannaro (téléfilm)
- 2008 : Il commissario De Luca (série télévisée, 1 épisode)
- 2015 : Limbo (téléfilm)
- 2018-2022 : L'Amie prodigieuse (série télévisée)
- 2020 : Luna nera de Francesca Comencini (série télévisée)
- 2023-2022 : La Vie mensongère des adultes (série télévisée, 6 épisodes)

#### Productrice
- 2014- 2016 : Gomorra: La serie (série télévisée, 20 épisodes)
- 2015 : Oriana Fallaci (téléfilm, déléguée à la production)
- 2018-2022 : L'Amie prodigieuse (série télévisée, 24 épisodes)
- 2022 : Bangla - La serie (série télévisée)
- 2022 : Una squadra (mini-série télévisée)

## Récompenses et distinctions

### David di Donatello Awards
- 2008 : Nomination au prix du meilleur scénario pour Caos calmo (partagé avec Nanni Moretti et Francesco Piccolo)
- 2021 : Nomination au prix du meilleur producteur (Migliore Produttore) pour I predatori (partagé avec Domenico Procacci)
- 2023 : Nomination au prix du meilleur scénario adapté (Migliore Sceneggiatura Non Originale) pour Le Colibri (partagé avec Francesca Archibugi et Francesco Piccolo)

### Festival international du film de Chicago
- 2008 : Silver Plaque du meilleur scénario pour Caos calmo (partagé avec Nanni Moretti et Francesco Piccolo)

### Ciak d'oro
- 2003 : Nomination au Ciak d'oro du meilleur scénario (Migliore Sceneggiatura) pour Velocità massima (partagé avec Maura Nuccetelli et Daniele Vicari)
- 2008 : Nomination au Ciak d'oro du meilleur scénario (Migliore Sceneggiatura) pour Caos calmo (partagé avec Nanni Moretti et Francesco Piccolo)